# 2MASS J21392676+0220226
2MASS J21392676+0220226 (2MASS 2139) – brązowy karzeł oddalony o 47 lat świetlnych od Ziemi, położony w gwiazdozbiorze Wodnika. Został odkryty w ramach programu 2MASS.
Obserwowana jasność obiektu ulega gwałtownym zmianom, w czasie 8-godzinnej obserwacji jego jasność może się zmienić aż o 30%. Jest to największa różnica jasności kiedykolwiek zaobserwowana na jakimkolwiek brązowym karle. Dokładne powody tak gwałtownej i dużej zmiany jasności obiektu nie są jeszcze znane, ale ponieważ brązowe karły mogą mieć atmosferę, uważa się, że zmiany są najprawdopodobniej związane właśnie z atmosferą tego obiektu. Może być to gigantyczna burza na skalę całej planety, większa nawet od Wielkiej Czerwonej Plamy na powierzchni Jowisza. Możliwe jest też, że obserwowane są niskie, gorące warstwy atmosfery widziane przez dziurę w pokrywie chmur.